# Сантарен (округ)
Округ Сантарен (порт. Distrito de Santarém) — округ в центральной Португалии. Округ состоит из 21 муниципалитетов. Распределён между 3 статистическими регионами: регион Алентежу, регион Рибатежу, Центральный регион. Распределён между 3 статистическими субрегионами: Лезирия-ду-Тежу, Медиу-Тежу, Пиньял-Интериор-Сул. Ранее входил в состав провинции Рибатежу. Территория — 6723 км². Население — 453 638 человек (2011). Плотность населения — 67,48 чел./км². Административный центр — город Сантарен.

## География
Регион граничит:
- на севере — округа Лейрия и Каштелу-Бранку
- на востоке — округ Порталегре
- на юге — округа Сетубал и Эвора
- на западе — округа Лиссабон и Лейрия

## Муниципалитеты
Округ включает в себя 21 муниципалитет:
1. Абрантеш
2. Алканена
3. Алмейрин
4. Алпиарса
5. Бенавенте
6. Вила-Нова-да-Баркинья
7. Голеган
8. Карташу
9. Конштансия
10. Коруше
11. Масан
12. Оурен
13. Риу-Майор
14. Салватерра-де-Магуш
15. Сантарен
16. Сардоал
17. Томар
18. Торреш-Новаш
19. Феррейра-ду-Зезере
20. Шамушка
21. Энтронкаменту